# Птушко, Александр Лукич
Алекса́ндр Луки́ч Птушко́ (настоящая фамилия Пту́шкин; 19 апреля 1900, Луганск, Российская империя — 6 марта 1973, Москва, СССР) — советский кинорежиссёр, сценарист, режиссёр-мультипликатор, художник-мультипликатор и педагог; народный артист СССР (1969), лауреат Сталинской премии первой степени (1947). Мастер сказочного жанра в кино. Изобретатель в области комбинированных и трюковых съёмок, создатель первого в мире полнометражного кукольного мультфильма, первого советского цветного игрового фильма на многослойной цветной плёнке, первого советского звукового мультфильма и первого широкоэкранного фильма со стереозвуком.

## Биография
Родился в Луганске Екатеринославской губернии (ныне Украина), в семье крестьян Луки Артемьевича и Натальи Семёновны Птушкиных. С детства хорошо рисовал. С 1919 года работал заведующим семилетней школой в селе Камышеваха близ Донецка, затем инструктором культотдела Донецкого райкома металлистов в Бахмуте.
В 1923—1926 годах учился в Московском институте народного хозяйства, работал секретарём орготдела Союза строителей Москвы. Сменил несколько профессий (корреспондент в газете, актёр, художник-декоратор), пока в 1927 году не нашёл своё призвание в кино.
Начинал на «Москинокомбинате» как художник-мультипликатор и конструктор кукол. В 1928 году дебютировал в качестве режиссёра-мультипликатора, продолжив начатую Юрием Меркуловым серию фильмов с участием кукольного персонажа Братишкина. В 1932 году снял первый советский звуковой мультфильм «Властелин быта».
Значительной работой Птушко стала полнометражная картина «Новый Гулливер» (1935) по мотивам романа Джонатана Свифта, в которой наряду с разными по масштабу и возможностям куклами (свыше 1,5 тысяч классических, анимационных, шарнирных, механических и заводных) играл живой актёр. Новаторские методы комбинированных съёмок, конструкции и приспособления на протяжении многих лет применялись советскими кинематографистами, а открытые приёмы и способы работы с куклами получили всеобщее распространение. В частности, фильм оказал влияние на становление чешской школы мультипликации.
Песня «Моя лилипуточка», стилизованная под творчество Александра Вертинского, мгновенно стала хитом. Наталия Птушко, дочь режиссёра, впоследствии вспоминала:
Тогда, в 35-м, когда «Новый Гулливер» вышел на экраны, все вдруг заговорили об актуальности и злободневности. Марширующих лилипутов сравнивали с фашистами, а когда фашист пошёл по Европе, фильм обрёл второе дыхание; люди отказывались видеть в этом просто сказку. Но были и другие аналогии, они пугали. В нашей стране был один Гулливер, ему фильм понравился. Отец недоумевал: «Неужели никто не видит главного в моём фильме: человек и кукла — равные партнёры? Я создал новый мир, а они тянут его в свой… Я создал сказку, а вы ищете в ней обычную жизнь. Поймите, что заставить маршировать тысячу кукол сложнее, чем пройтись парадом по Красной площади целой армией». Отцу не верили. Тогда многие искали фигу в кармане.
Успех этого фильма, высоко оценённого как в СССР, так и за рубежом, позволил Птушко в 1935 году организовать на студии художественно-производственное объединение объёмной мультипликации (с 1936 года — мастерская объёмной мультипликации и комбинированных фильмов «Мосфильма»). Он организовал при мастерской курсы мультипликаторов-кукловодов и скульпторов-фазировщиков, сам на них преподавал. Под его руководством творческая команда мастерской успела поставить около дюжины кукольных фильмов. Часть из них были цветными и снимались по способу Павла Мершина (метод трёхцветной гидротипии). К работе также привлекались Павел Баженов и другие мастера палехской миниатюры. Но из-за возникших на рубеже 1940-х годов споров о целесообразности существования объёмной мультипликации, просто «копирующей актёра», мастерская на «Мосфильме» была упразднена.
В 1939 году Птушко поставил ещё один полнометражный мультипликационно-игровой фильм — «Золотой ключик» по сказке Алексея Толстого, который не только выступил автором сценария, но и принимал активное участие в съёмках. В этой работе режиссёр отдал предпочтение комбинированным съёмкам, когда большую часть кукольных персонажей исполняли актёры и для изменения масштабов в кадре последних располагали на разном расстоянии от камеры (метод перспективного совмещения).
С 1932 по 1949 год исполнял обязанности профессора ВГИКа и заведующего кафедрой художественного факультета.
Во время Великой Отечественной войны был признан негодным к строевой службе по близорукости и вместе с семьёй эвакуирован в Алма-Ату, где работал на Центральной объединённой киностудии художественных фильмов. Руководил трюковыми и комбинированными съёмками. Чтобы прокормить семью, научился шить обувь, вышивал знамёна. Все его ученики погибли на войне, и восстановить свою мастерскую он не смог.
В 1944—1946 годах был директором киностудии «Союзмультфильм». В эти же годы написал ряд научно-популярных книг на тему мультипликации, трюковых и комбинированных съёмок.
Птушко был автором и соавтором сценариев, режиссёром комбинированных съёмок к ряду фильмов (не только своих), например, таких как «Дети капитана Гранта», «Парень из нашего города». Он не только конструировал, но и собственноручно собирал куклы и всевозможные механизмы. По его инициативе заработали цеха по производству бутафории, термостат для вулканизации латексной пены в крупных размерах в Химках. С 1960 по 1963 год Птушко был художественным руководителем Творческого объединения «Юность» детских и юношеских фильмов при киностудии «Мосфильм».
После войны Птушко отошёл от мультипликации и начал снимать игровые фильмы, экранизируя былины, народные сказки, произведения русской литературы. Его фильмы пользовались большим успехом не только в СССР, но и на Западе: в Великобритании «Илья Муромец» (первый советский широкоэкранный фильм со стереозвуком, 1956) вышел под названием «Былинный герой и чудище» (The Epic Hero and the Beast), в США — «Меч и дракон» (The Sword and the Dragon); американский вариант был перемонтирован на студии Роджера Кормана, как и ряд других сказок Александра Птушко и Александра Роу. Совместный советско-финский фильм «Сампо» (1958) шёл в американском прокате под названием «День, когда замерзла Земля» (The Day the Earth Froze), «Сказка о царе Салтане» прошла по экранам Европы, Центральной и Южной Америки, а «Садко», выпущенный в 1953 году, вновь прошёл на экранах Америки в 1962-м как «Волшебное путешествие Синдбада» (The Magic Voyage of Sinbad).
На Западе Птушко называют «советским Уолтом Диснеем». После появления «Сказки о царе Салтане» в 1967 году Уолт Дисней попросил передать Александру Птушко следующее: «Приезжайте, я вам предоставлю любую студию!» На что Птушко ответил: «Благодарствую, но вынужден отказаться. Моя съёмочная площадка — Россия». Ряд критиков сравнивали его с итальянским режиссёром Марио Бавой, также известным своими работами в кинофантастике, в том числе вольной экранизацией «Вия».
Александр Птушко мечтал экранизировать «Тараса Бульбу» и «Слово о полку Игореве», по которому даже написал сценарий, но из-за тяжёлой болезни почек не успел довести замысел до конца.
Скончался 6 марта 1973 года в Москве. Похоронен на Новодевичьем кладбище (участок № 7).

### Семья
Александр Птушко был несколько раз женат.
Дочь от первого брака — Наталия Птушко (1926—2008), работала ассистентом и вторым режиссёром на киностудии «Мосфильм», в том числе и на картинах отца; похоронена на Новодевичьем кладбище рядом с отцом.

## Фильмография
| 1927 | Пропавшая грамота (м/ф)                             |           |           |           | конструктор кукол и декораций             |
| 1928 | Шифрованный документ (м/ф) Случай на стадионе (м/ф) | зелёная ✓ | зелёная ✓ |           | художник, мультипликатор                  |
| 1929 | Сто приключений (м/ф)                               | зелёная ✓ | зелёная ✓ |           | художник, мультипликатор                  |
| 1930 | Кино в деревню (м/ф) (совм. с И. Никитченко)        | зелёная ✓ | зелёная ✓ |           | художник, мультипликатор                  |
| 1930 | Крепи оборону! (м/ф)                                | зелёная ✓ | зелёная ✓ |           |                                           |
| 1932 | Властелин быта (м/ф)                                | зелёная ✓ | зелёная ✓ |           | художник                                  |
| 1935 | Новый Гулливер                                      | зелёная ✓ | зелёная ✓ |           |                                           |
| 1936 | Дети капитана Гранта                                |           |           |           | режиссёр комбинированных съёмок           |
| 1936 | Репка (м/ф)                                         |           | зелёная ✓ | зелёная ✓ |                                           |
| 1936 | Лиса и волк (м/ф)                                   |           | зелёная ✓ | зелёная ✓ |                                           |
| 1936 | Лиса и виноград (м/ф)                               |           |           | зелёная ✓ |                                           |
| 1936 | Волк и журавль (м/ф)                                |           |           | зелёная ✓ |                                           |
| 1937 | Сказка о рыбаке и рыбке (м/ф)                       | зелёная ✓ | зелёная ✓ |           |                                           |
| 1937 | Завещание (м/ф)                                     |           | зелёная ✓ |           |                                           |
| 1938 | Весёлые музыканты (м/ф)                             | зелёная ✓ | зелёная ✓ |           |                                           |
| 1938 | Пёс и кот (м/ф)                                     |           | зелёная ✓ |           |                                           |
| 1938 | Маленький-удаленький (м/ф)                          |           | зелёная ✓ |           |                                           |
| 1939 | Золотой ключик                                      | зелёная ✓ |           |           |                                           |
| 1942 | Славный малый                                       |           |           |           | режиссёр комбинированных съёмок           |
| 1942 | Парень из нашего города                             |           |           |           | режиссёр комбинированных съёмок           |
| 1942 | Секретарь райкома                                   |           |           |           | режиссёр комбинированных съёмок           |
| 1942 | Батыры степей / Песнь о великане (к/м)              |           |           |           | режиссёр комбинированных съёмок, оператор |
| 1943 | Во имя Родины                                       |           |           |           | режиссёр комбинированных съёмок           |
| 1944 | Небо Москвы                                         |           |           |           | режиссёр комбинированных съёмок           |
| 1944 | Зоя                                                 |           |           |           | режиссёр батальных сцен                   |
| 1944 | Телефон (м/ф)                                       |           |           | зелёная ✓ |                                           |
| 1945 | Пропавшая грамота (м/ф)                             |           |           | зелёная ✓ |                                           |
| 1945 | Теремок (м/ф)                                       |           |           | зелёная ✓ |                                           |
| 1946 | Каменный цветок                                     | зелёная ✓ |           |           |                                           |
| 1948 | Три встречи                                         | зелёная ✓ |           |           | совместно с В. Пудовкиным и С. Юткевичем  |
| 1952 | Садко                                               | зелёная ✓ |           |           |                                           |
| 1956 | Илья Муромец                                        | зелёная ✓ |           |           |                                           |
| 1958 | Сампо                                               | зелёная ✓ |           |           |                                           |
| 1961 | Алые паруса                                         | зелёная ✓ |           |           |                                           |
| 1961 | Друг мой, Колька!                                   |           |           | зелёная ✓ |                                           |
| 1962 | Фитиль (сюжет № 3 «Накрыли»)                        |           | зелёная ✓ |           |                                           |
| 1962 | Бей, барабан!                                       |           |           | зелёная ✓ |                                           |
| 1964 | Сказка о потерянном времени                         | зелёная ✓ |           |           |                                           |
| 1966 | Сказка о царе Салтане                               | зелёная ✓ | зелёная ✓ |           |                                           |
| 1967 | Вий                                                 |           | зелёная ✓ | зелёная ✓ | постановщик трюков                        |
| 1972 | Руслан и Людмила                                    | зелёная ✓ | зелёная ✓ |           |                                           |

В 1988 году вышел научно-популярный фильм «Сказочный мир Александра Птушко», снятый Александром Захаровым, который работал с Птушко вторым режиссёром.
В 2009 году кадры кинорежиссёра вошли в документальный телефильм «Великие комбинаторы».

## Награды и звания
- лауреат II МКФ в Венеции (1934) в номинации «СССР»[23] (представленная Советским Союзом программа новых фильмов включала в том числе «Новый Гулливер»)[24];
- заслуженный артист РСФСР (1935)[25];
- орден «Знак Почёта» (1940)[26];
- два ордена Трудового Красного Знамени (в том числе 1944)[27];
- премия жюри МКФ в Канне (1946) за лучшее цветовое решение, фильм «Каменный цветок»[28];
- Сталинская премия первой степени (1947) — за фильм «Каменный цветок» (1946)[29];
- приз «Серебряный лев» МКФ в Венеции (1953) за фильм «Садко»[29];
- почётный диплом МКФ в СФРЮ (1956) за фильм «Золотой ключик»[30];
- народный артист РСФСР (1957);
- почётный диплом МКФ в Эдинбурге (1958) за фильм «Илья Муромец»[23]
- приз МКФ фильмов для детей и юношества в Готвальдове (1965) за фильм «Сказка о потерянном времени»[23];
- приз ВКФ в Ленинграде (1968) за фильм «Сказка о царе Салтане»[23]
- народный артист СССР (1969)[19];
- специальная премия жюри МКФ детских и юношеских фильмов в Салерно (1976) за фильм «Руслан и Людмила»[23].